# Phoxacris melanosticta
Phoxacris melanosticta är en insektsart som beskrevs av Heinrich Hugo Karny 1907. Phoxacris melanosticta ingår i släktet Phoxacris och familjen vårtbitare. Inga underarter finns listade i Catalogue of Life.